# Rocksteady Studios
Rocksteady Studios – brytyjski producent gier komputerowych z siedzibą w Londynie.
Studio zostało założone w 2004 roku przez Seftona Hilla i Jamiego Walkera. Studio zostało nabyte przez Time Warner w lutym 2010 roku, jednak firma SCi wciąż posiada 25,1% akcji studia.

## Gry wyprodukowane przez studio
| Rok wydania | Tytuł                                           | Platformy                                                                         |
| ----------- | ----------------------------------------------- | --------------------------------------------------------------------------------- |
| 2006        | Urban Chaos: Riot Response                      | PlayStation 2, Xbox, Microsoft Windows                                            |
| 2009        | Batman: Arkham Asylum                           | Microsoft Windows, PlayStation 3, PlayStation 4, Xbox 360, Xbox One, macOS        |
| 2011        | Batman: Arkham City                             | Microsoft Windows, PlayStation 3, PlayStation 4, Xbox 360, Xbox One, macOS, Wii U |
| 2015        | Batman: Arkham Knight                           | Microsoft Windows, PlayStation 4, Xbox One                                        |
| 2016        | Batman: Arkham VR                               | Microsoft Windows, PlayStation 4                                                  |
| 2023        | Legion Samobójców: Śmierć Lidze Sprawiedliwości | Microsoft Windows, PlayStation 5, Xbox Series X/S                                 |

Źródło: Gry-Online